# 广州市交通
广州作为中国第三大城市，交通非常发达，但由於私家车太多、道路通行能力低、路面经常施工等原因，交通挤塞成为广州最常见的问题之一，被人戏称“堵城”，拥堵程度位列全国第6名。
近年来政府大力发展立体公共交通，推出智能交通系统、BRT、公交专用道等措施，希望借此缓解交通压力。

## 对外交通

### 鐵路

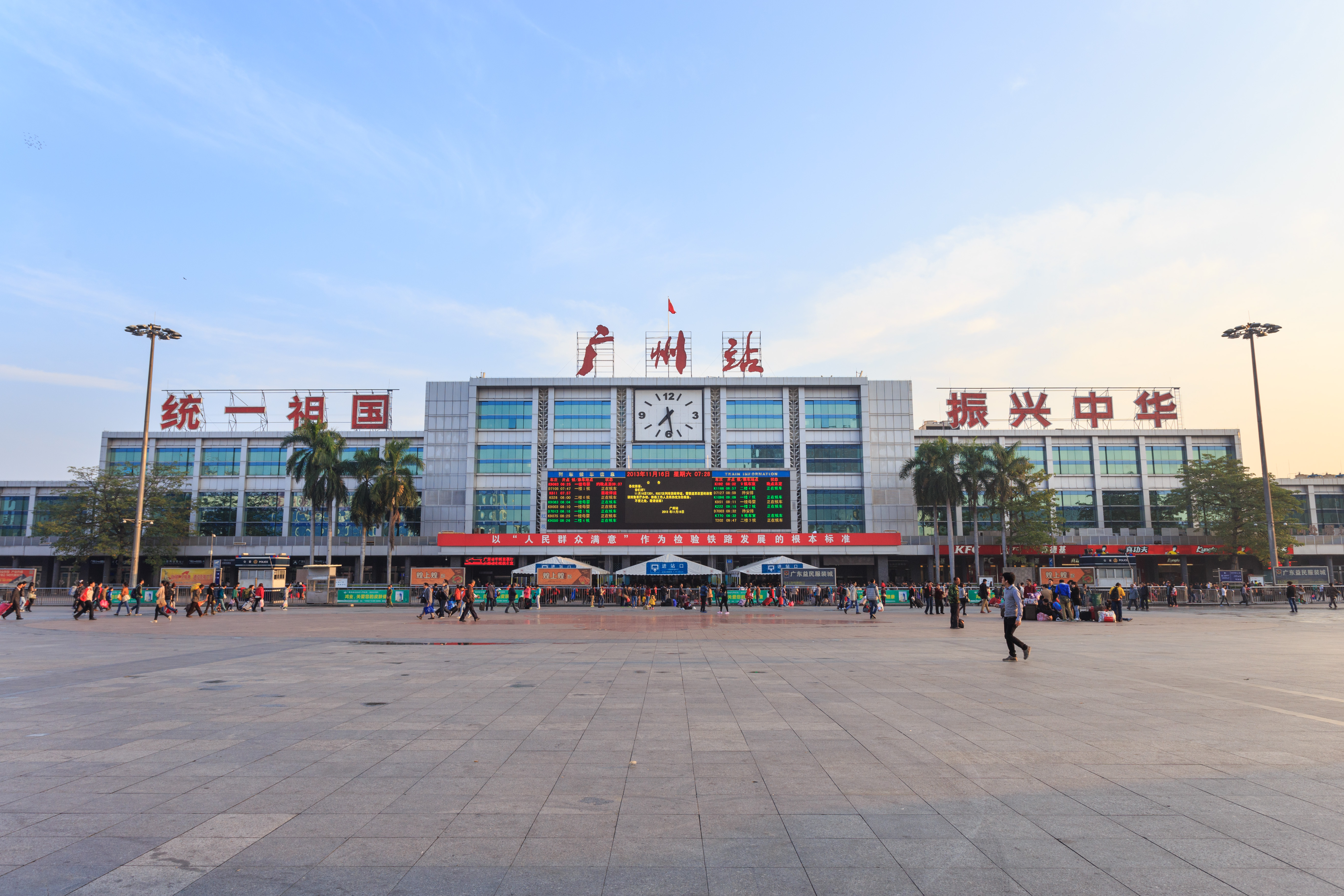
廣州火車站廣場

广州是中国大陆四大铁路枢纽之一。京广鐵路、廣深鐵路、广茂铁路、广梅汕铁路等多条铁路干線交汇于此。目前广州主要的枢纽火车站分别为广州火车站、廣州東站、广州南站和广州白云站。支线火车站分别为石牌站、广州北站、庆盛站等。并且正在新建更多的火车站。乘坐由廣州始發的旅客列車能到達中國各大主要城市。并且通过广州东站始发的廣九直通車可直抵香港红磡站。而位于番禺区石壁街道的广州南站则是高铁站。该站分别是京广高速铁路、广深港高速铁路、南廣鐵路和广珠城际轨道交通的始發站和枢纽站。

### 航空

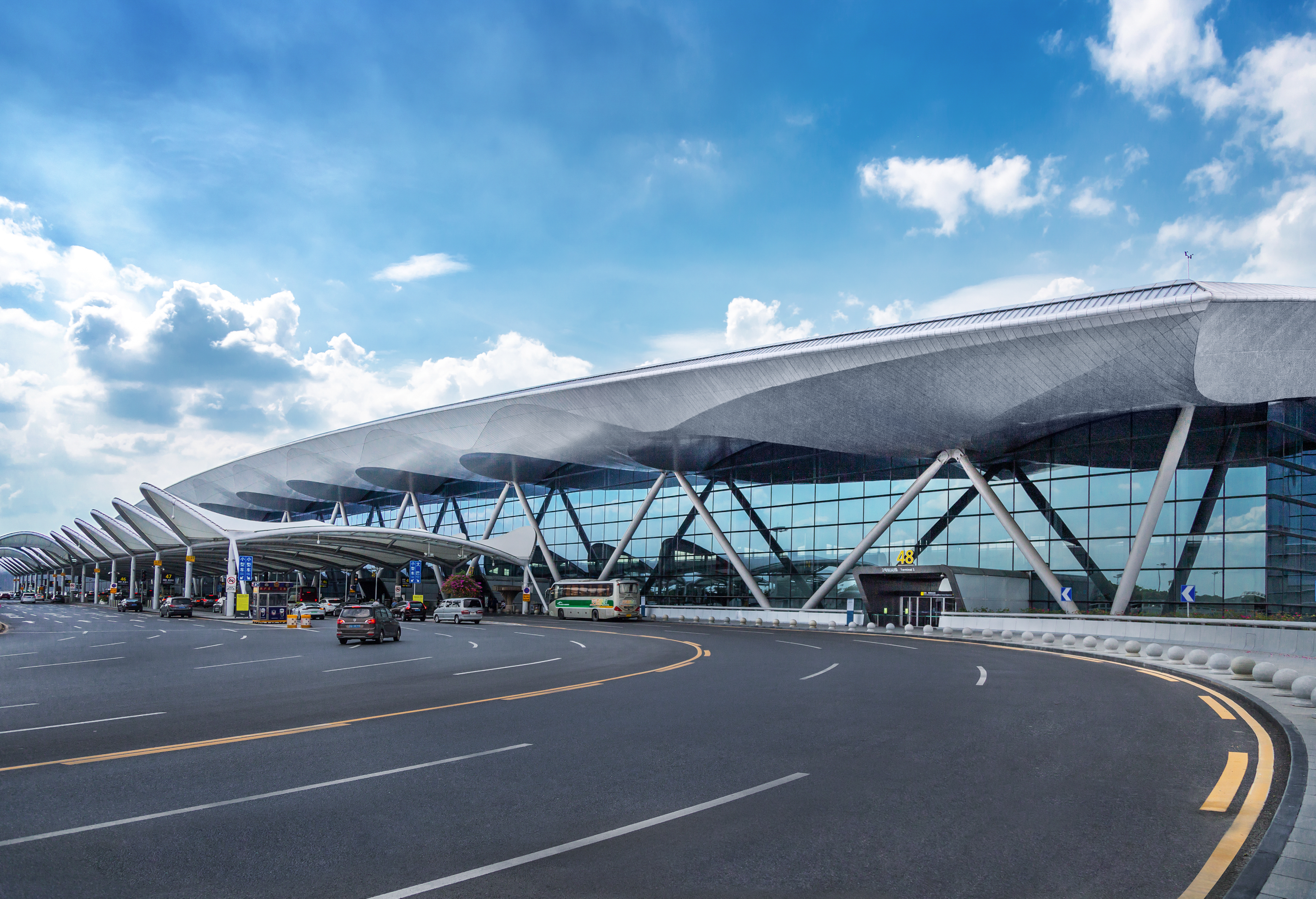
广州白云国际机场二号航站楼

廣州市航空業發達，航空歷史始於1911年燕塘機場的落成使用。同時，廣州石牌跑馬場機場也是全中國第一個開通國際航線的機場。
舊廣州白雲國際機場曾經是全華南最大的國際機場，现为新广州白云国际机场所代替。
廣州市是中國三大航空集團之一南方航空公司的總部所在地。

#### 机场
2004年8月5日，广州新白云机场正式启用，而建成已达72年的旧白云机场亦随之关闭。「新白云机场」座落广州市北部的白云区人和镇与花都区新华街道交界处，和市中心的直线距离约28公里。沿机场高速公路往返市区约需20分钟。
作为目前中国大陆的三大枢纽机场之一，广州新白云国际机场已开通大约120条国内外航线，仅2004年客运吞吐量便已达2032万人次，新机场2期工程已经启动。2015年，其客运吞吐量达到5520.94万人次，仅次于北京首都国际机场、上海浦东国际机场，在中国大陆所有民航机场中排名第三。

### 公路

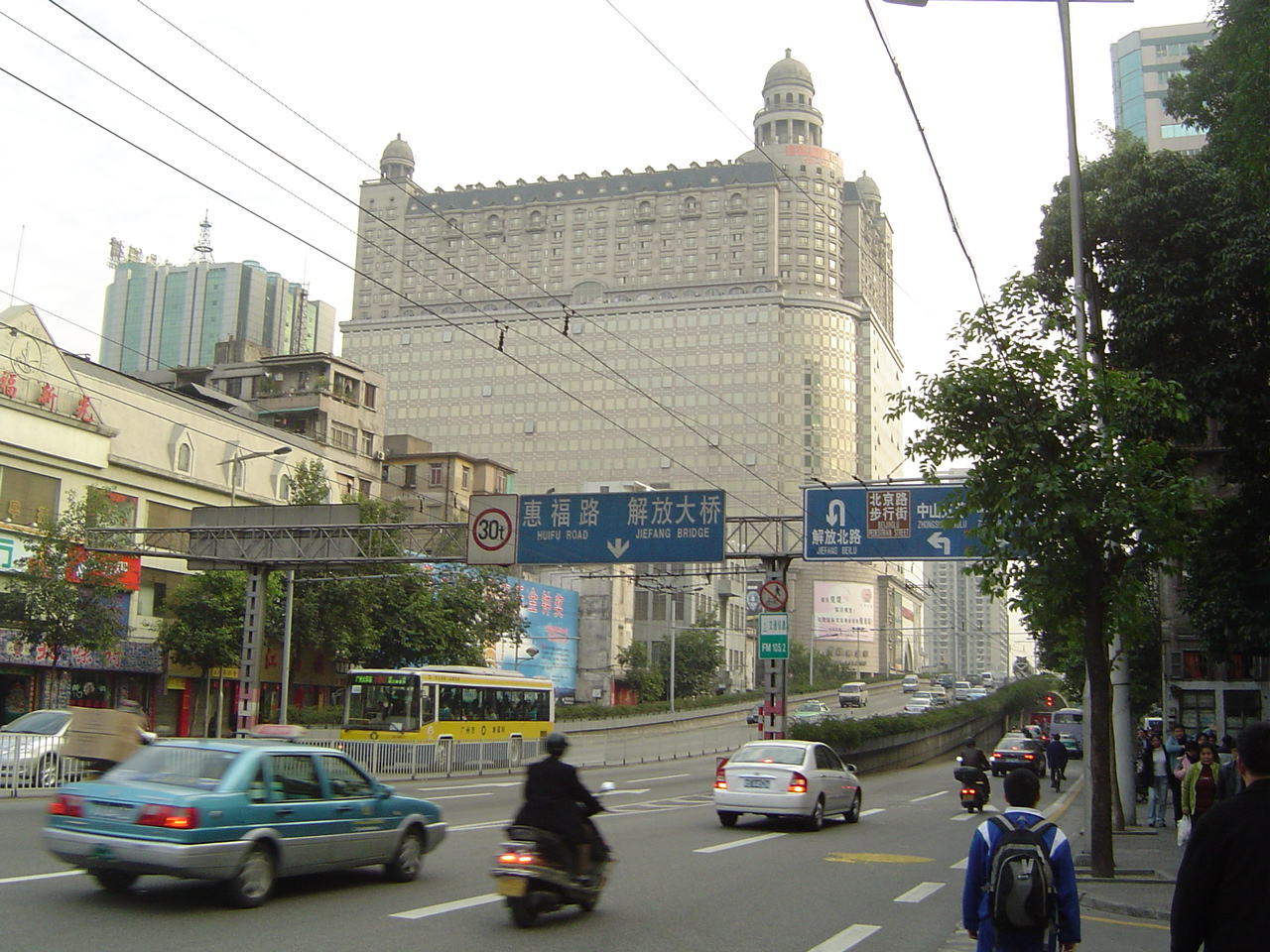
解放路

广州是华南地区公路网的枢纽，与除海南外的所有邻省及广东省内所有地级市均有高速公路连通，已建成通车的高等級公路及国道分別有：

#### 国家高速公路
- 京港澳高速公路（广深高速公路）：部分和 沈海高速公路、 莞佛高速公路、 广佛高速公路共线
- 许广高速公路（广清高速公路）
- 广珠东线高速公路（京珠高速公路）
- 沈海高速公路
- 广州绕城高速公路：广州南二环高速公路、广州西二环高速公路、广州北二环高速公路、广州东二环高速公路
- 济广高速公路：和 广惠高速公路共线
- 大广高速公路（街北高速公路）：部分和 珠江三角洲地区环线高速公路共线
- 二广高速公路（广贺高速公路）：和 广三高速公路共线
- 广昆高速公路（广肇高速公路、广梧高速公路）
- 珠江三角洲地区环线高速公路：部分和 大广高速公路（街北高速公路）共线
- 莞佛高速公路：部分和 京港澳高速公路（广深高速公路）、 沈海高速公路共线

#### 省级高速公路
- 广连高速公路、 广河高速公路
- 华南快速干线
- 广龙高速公路
- 广佛肇高速公路、 广佛高速公路
- 广惠高速公路：部分和 济广高速公路共线
- 东新高速公路
- 机场高速公路
- 广珠西线高速公路
- 广三高速公路：部分和 二广高速公路共线
- 南沙港快速路
- 广州环城高速公路

#### 城市快速道路
- 新光快速路、新化快速路
- 广园快速路

#### 国道
- 105国道、 106国道、 107国道、 321国道、 324国道、 325国道

### 长途汽车
广州有13座长途汽车客运站分布市区各处。目的地和路线非常广泛，珠三角，广东省内，以及周边其他省份。各主要站点如下：
- 广东省汽车客运站：广州交通集团全资所属子公司。靠近广州站，路线主要分布整个广东省，以及周边省份。
- 天河客运站：广州交通集团参股子公司。位于北环高速沙河立交的附近。路线主要分布在省内，外省，以及北方省份。
- 芳村客运站：由广州市交通站场建设管理中心管理。主要路线包括佛山，粤西等地区，位于地铁一号线坑口站对面
- 滘口客运站：由广州市交通站场建设管理中心管理。主要营运佛山，粤西，广西壮族自治区，海南省等路线。位于地铁五号线滘口站。
- 海珠客运站：由广州市交通站场建设管理中心管理。
- 广园客运站：广州交通集团全资所属子公司。 路线分布在粤东，闽浙地区。位于广园中路（广园新村附近）。
- 广州东站汽车客运站：由广州交通集团所有。站场位于广州东站北侧，以广州和珠三角线路为主。
- 广州南汽车客运站：由广州市交通站场建设管理中心管理。广东省内部分城市可到达。位于广州南站，连接京广高速铁路，和广珠城际铁路。
- 从化汽车站：由广州市交通站场建设管理中心管理。以连接广州市区的线路为主。

### 码头
广州主要码头有穗港码头、南沙客運港和蓮花山港。2006年馬士基、中遠等全球知名的航運企業進駐廣州港南沙。同年，廣州港已從5年前全世界排名第12位，跨越到第五位。在南沙港強有力的拉動下，2015年广州港的貨物吞吐量突破了5億噸，同比增長4%，世界排名第六；集裝箱的吞吐量達到1760萬標箱，同比增長6%，世界排名第七。
在「十二五」時期，廣州市已經規劃對港口的投資大概是200億元，集裝箱的吞吐量要爭取突破1800萬標箱。其中大部分是投資在南沙港，南沙港在整個「十二五」時期將會建成一批高水平的國際物流碼頭，按照規劃整個南沙港要建設多個大型深水泊位并推进南沙疏港铁路建设。

## 市内交通

### 轨道交通

#### 地铁

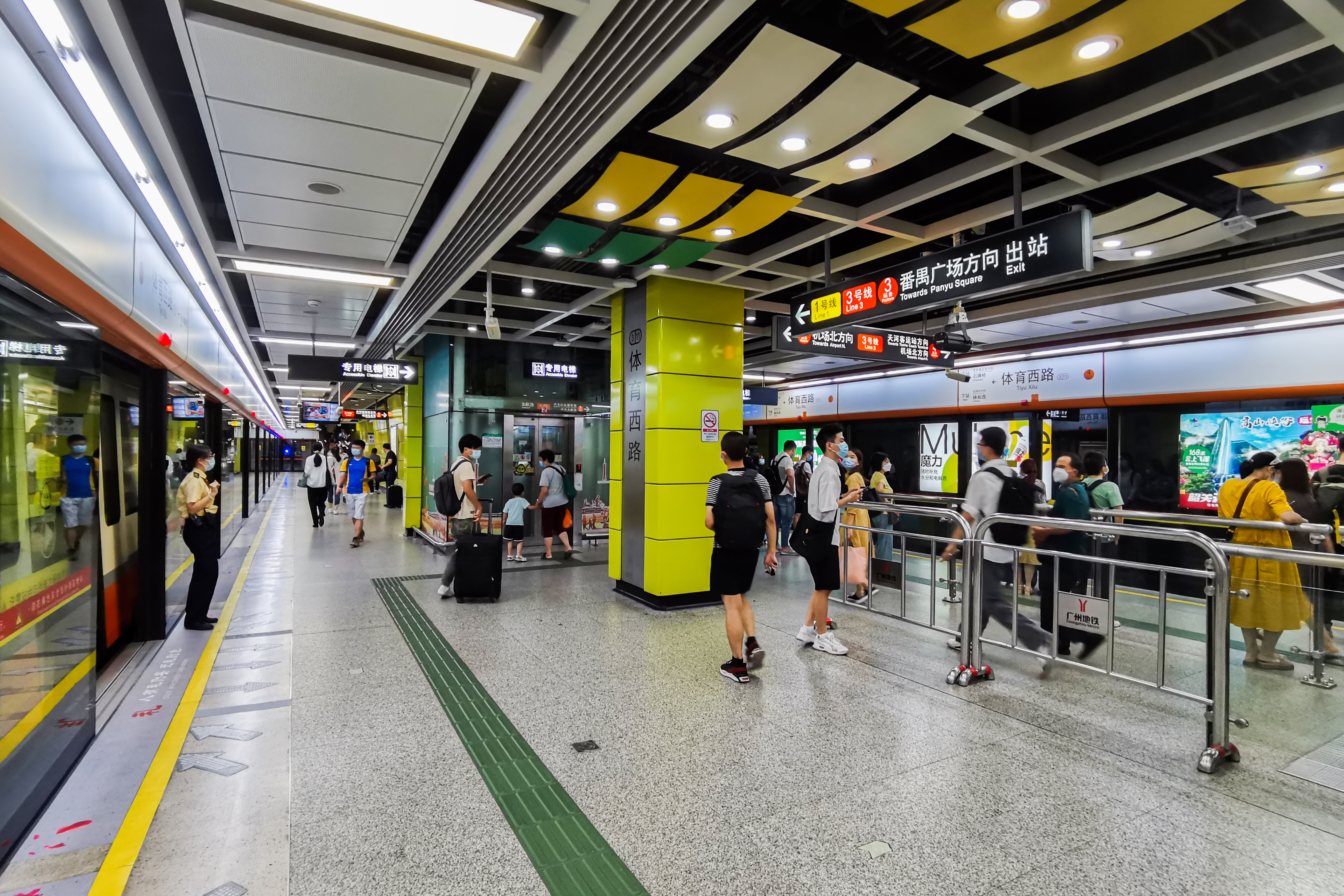
体育西路站站台

截止2025年1月，已有17条线路投入营运，共290个车站，有2个为地面车站，分别是：一号线西塱及坑口，有25个是高架车站，分别是四号线石碁、海傍、低涌、东涌、慶盛、黃閣汽车城、黄閣、蕉门、金洲；五号线滘口、坦尾；六号线潯峰崗、橫沙、沙貝；十四號線竹料、鍾落潭、馬瀝、新和、太平、神崗、赤草；二十一號線长平、金坑、朱村、山田；其他均為地下車站。票价由2元至20元；另有多条线路正在施工，通车里程达705.1公里。
- █1号线：由广州东站至西塱站
- █2号线：由嘉禾望崗站至广州南站
- █3号线：主线由天河客运站至海傍站，北延段由机场北站至体育西路站
- █4号线：由黃村站至南沙客运港站
- █5号线：由滘口站至黄埔新港站
- █6号线：由潯峰崗站至香雪站
- █7号线：由美的大道站至燕山站
- █8号线：由滘心站至萬勝圍站
- █9号线：由飞鹅岭站至高增站
- █11号线：不设起终点的环线
- █13号线：由鱼珠站至新沙站
- █14号线：主線由東風站至嘉禾望崗站，知识城支线由新和站至镇龙站
- █18号线：由冼村站至万顷沙站
- █21号线：由增城廣場站至员村站
- █22号线：由陈头岗站至番禺广场站
- █广佛线：由新城东站至瀝滘站
- █APM线：由廣州塔站至林和西站

#### 有轨电车
广州市内第一条有轨电车线路——广州市海珠有轨电车1号线（THZ1）已于2014年12月31日通车，线路全长7.7公里，从猎德大桥南站开往万胜围站，共11座车站，两端起始站均可出闸换乘广州地铁系统。黄埔有轨电车1号线（THP1）已经全线通车。目前，海珠区、荔湾区、花都区、黄埔区、天河区、增城区等均有有轨电车线路规划，荔湾广钢线、海珠琶洲加密线、海珠环岛线等线路已提上建设日程。
广州市第二条有轨电车——黄埔有轨电车1号线，线路全长14.4km，共设置19座车站。线路起于香雪，沿开萝大道、香雪大道、水西路、规划外环路、北师大二纵路西侧、永顺大道，终于永和新丰。该线共设置3座换乘站，除地铁香雪站可换乘6号线香雪站之外，市民广场站也可以换乘6号线和7号线萝岗站，地铁水西站亦可以换乘7号线与21号线水西站。

### 公共巴士

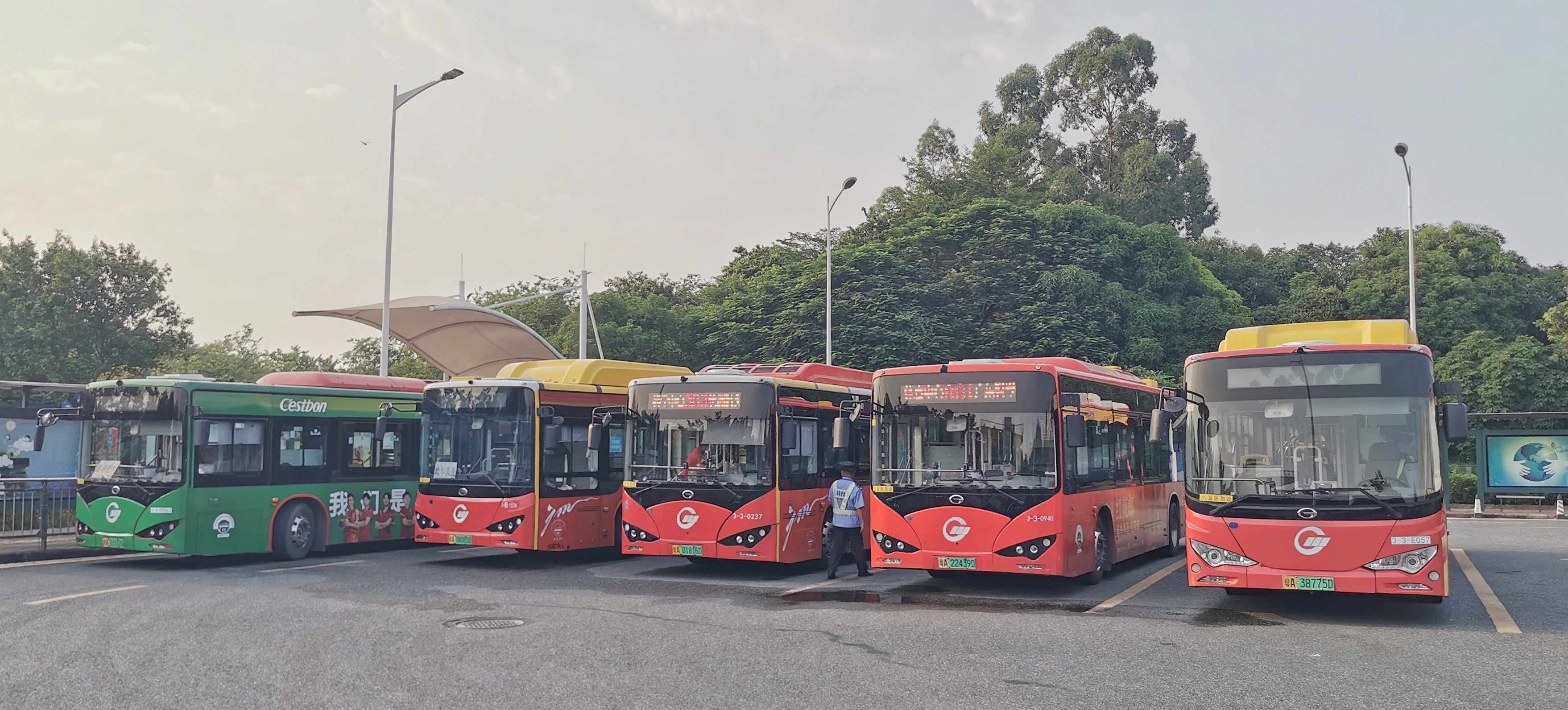
大学城（科学中心）公交总站的纯电动公交车

又称「公共汽车」、「公交車」。截至2013年6月29日，广州市市区的营运路线超过776条，总里程达12251公里；城乡公交达200条，占总公交资源的25.8%。从2007年起，为解决公共汽车过多而引起的交通堵塞问题，广州市采取了分割一个巴士站为数个同名站、建设港湾式站台、发展快速公交系统等方法大大改善了交通情况，但在高峰时段和个别路段仍会有较严重的堵塞现象。
广州公交所有线路车辆都装有冷气设备。至于票价则无统一规定，视线路、车型和营运公司而定，市区线多为2元，部分到大学城、过洛溪大桥、琶洲大桥的线路为3元，到花都6元，到南沙10-15元，服務时间多为早上6时至晚上10时。广州市有多间公共汽車营运公司，部分公司于2017年整合成广州交通集团，车辆使用统一的涂装和配套设施。
广州市亦设有夜班公共汽車线路，方便市民夜间出行，收费标准为3元起，部分线路分段计费。

#### 小巴
广州小巴系统于2007年6月启用，路線编號为「3」、「4」、「7」及「9」字头，主要行經一些比較少人和狹窄道路，但是又有交通需求的地方。中巴設有17個座位，有些乘客量较少的路線就只采用10人小巴；現時已開辦超過100條路線。

#### 无轨电车
广州市無軌電車於1960年通车，由广州市电车公司营运（2007年10月11日之后因资源整合车头及车尾标改成广州市第一巴士公司）。第一条无轨电车路线由越秀公园至中山三路大东门，不久延长至农林下路，即现时的东山电车总站，广州电车发展至今，仍为广东省内乃至整个华南唯一一座有无轨电车系统的城市，路线增加至目前的15条（其中一条为夜班线路夜78路），所有车辆都是空调车。现在广州电车票价均为日班线路2元，夜班线路3元。

#### 快速巴士

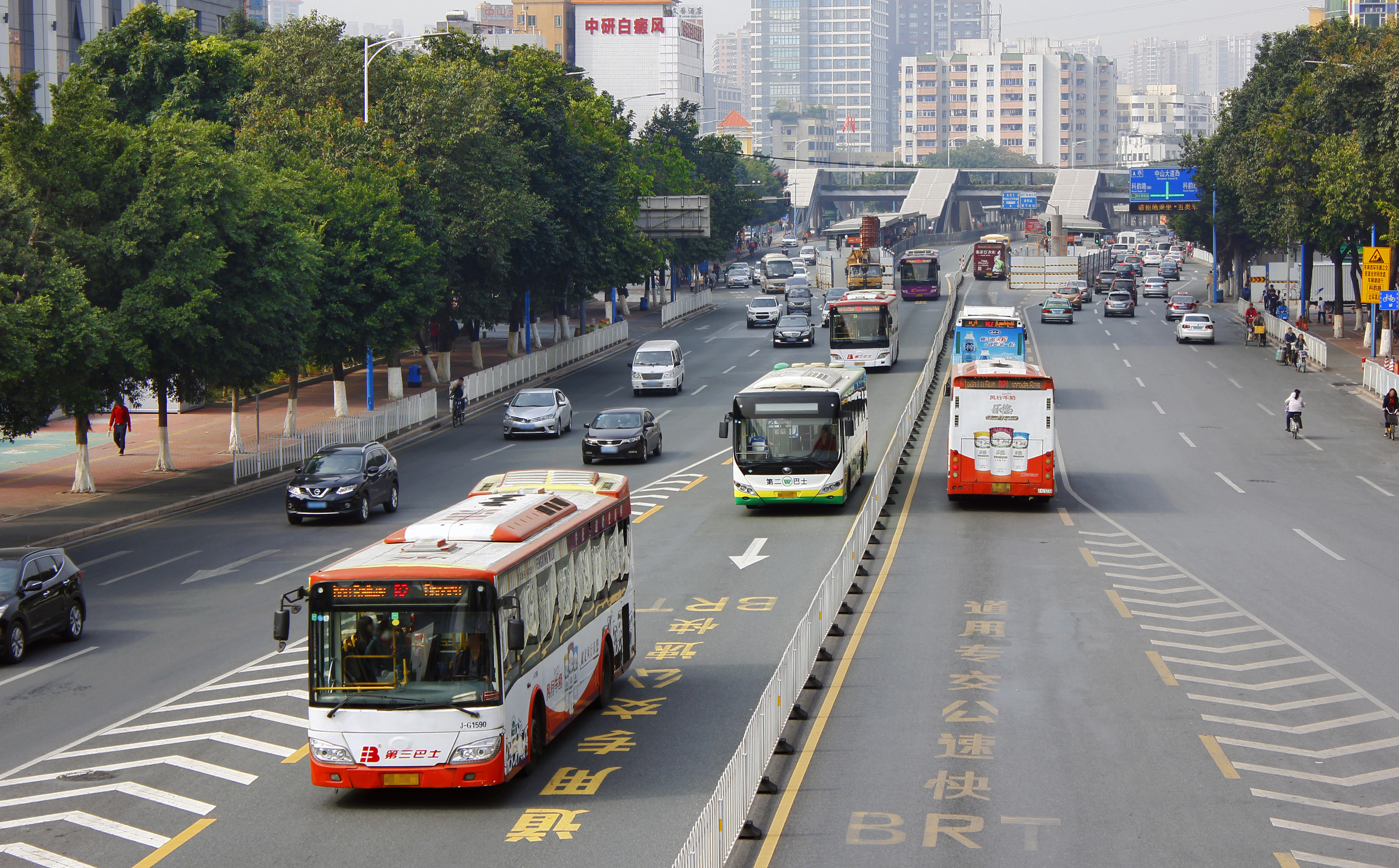
棠东站附近的快速公交专用道

快速巴士（简称BRT），计划2007年在中山大道（天河立交～夏园段）长约22.6公里的路段建设快速公交系统试验线。把道路每侧中央的2条车道改为公交专用道，采用中央侧式站台，乘客可以通过天桥、隧道或地面斑马线进出站，有车站30座，约780米设一站。预计投入使用后天河城到岗顶的车速可提高三倍，时速可达31～38公里，每天有7万乘客受益。自西向东方向分别设体育中心站、石牌桥站、岗顶站、师大暨大站、华景新城站、上社站、学院站、棠下村站、棠东站、天朗明居站、车陂站、东圃镇站、黄村站、珠村站、莲溪站、茅岗站、珠江村站、下沙站、乌冲站、黄埔客运站站、双岗站、沙浦站、南海神庙站、庙头站、南湾站、夏园站。已于2010年2月10日开始免费试营行并于当月20日正式营运。。但由于建设期间需要将交通要道天河路及中山大道部分路面及人行道围蔽施工，令期间交通比以往更为拥挤，原有公交车站候车亭亦要全数拆除。
未来计划建设在东风路至黄埔大道、环市路至天河路、解放路、广州大道等主干道设置「井」字走向的快速公交骨架。

### 的士
广州人称之为「的士」，是英文「Taxi」的粤语发音。目前广州市的出租车车身有7种颜色，为红、黄、蓝、金、浅綠、綠、橙七色，不同的车身颜色表示分属不同的出租车公司，规模不大的公司无法选择颜色，只能用绿色，规模大的公司则可以选择颜色。不同的公司其价格均相同，市区内起步价10元，2.3公里后每公里2.6元(每行驶385米跳表1元)，如路程超过35公里则需加收50％的空驶费(即3.9元/公里)，候车计费及当车辆运行时速低于10公里时，31元/小时。增城、从化两市的出租车单价则分别为每公里2.0元和每公里1.6元。
2012年2月28日，广州市交委在白云国际会议展览中心宣布，1000辆分别属于不同公司的高峰的士正式上路。与其它的士不同的是，其营运时间在7：30—19：30之间，晚上9时半全部返回停车场，且全部涂装为橙色，各家公司除了标志不同外，其余基本相同。

### 私家车
从2004年禁摩开始，广州市区内的机动车大部分是汽车。随着汽车的增加，广州市内的道路近年来已经处于高负荷状态。2012年7月1日起，广州市正式限制车辆上牌（俗称限购）。从8月开始，每个月限发出一万个号牌（继上海，北京，贵阳后第四个拥有限牌政策的城市）。五千个号牌以拍卖的形式发牌，另外五千以摇号形式发牌。竞投者需达到某些特定的要求。于2012年2月，广州汽车保有量已经达到180万辆，全省汽车规模位居第二，仅次于深圳。另外，市区内多处实施限行措施。广州内环路全天禁止1.5吨或以上的货车行驶，5吨以上广州市籍货车也禁止进入市中心（7:00-9：00，17：00-22:00）。

### 輪渡

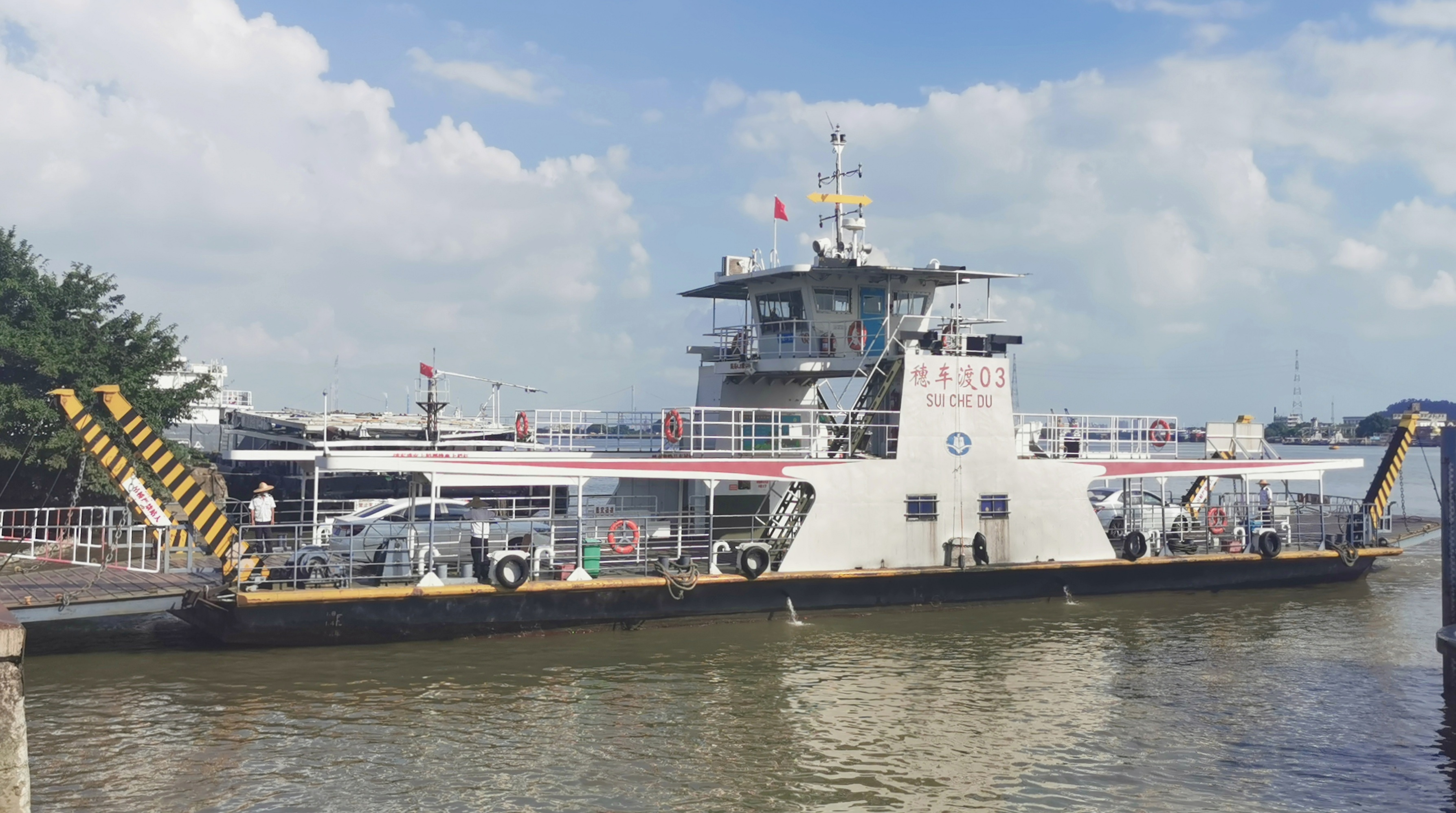
穗车渡03号车渡船

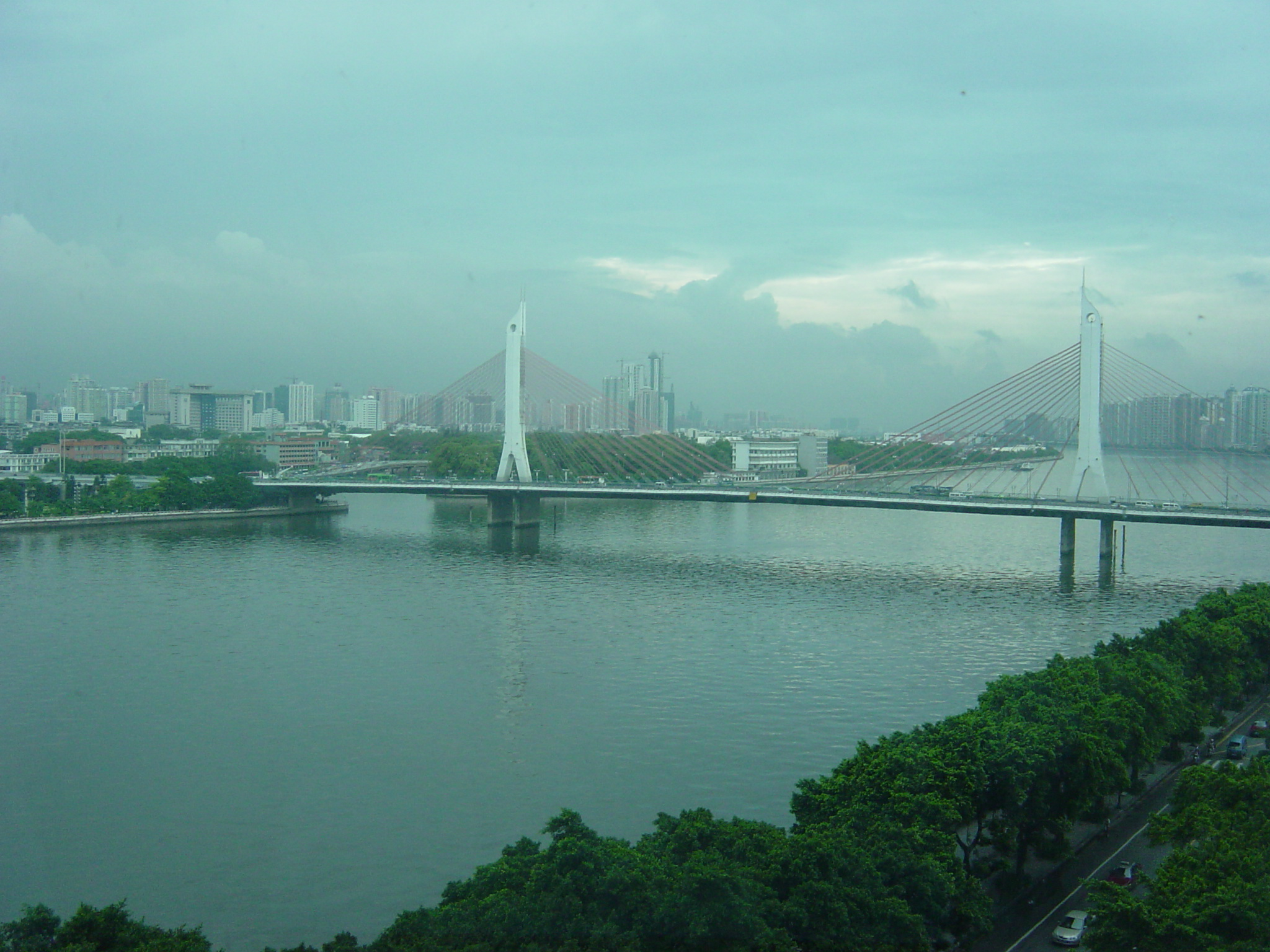
海印大桥远景

为缓解市区交通拥挤状况，於2007年4月10日开通由芳村码头，途经西堤码头、天字码头、大元帅府码头，至中大码头水上巴士线路，全程航行时间约为40分钟，票价2元。服务时间为早上7时至晚上6时，早上7时至10时及下午4:30时至6时为30分钟一班，其余时间为40-45分钟一班。2013年9月29日，在优化整合部分市区渡轮航线的基础上新开通三条水巴线路，其中一条由西堤码头，途经黄沙码头、石围塘码头，至金沙洲码头，票价3元，服务时间为早上7时至晚上6：30时，每20-30分钟一班。另一条由黄沙码头，途经大元帅府码头，至广州塔码头，全程航行时间约为30分钟，票价为2元。服务时间为早上7时至晚上6：30时，每30分钟一班。另一条由长洲码头，途经鱼珠码头，至海心沙码头，全程航行时间约为50分钟，票价为3元。服务时间为早上7时至8点(长洲码头开出)，晚上5：30时至6：30时(海心沙码头开出)，每30分钟一班。以上航线二层收费5元，节假日期间另外执行新票价。未来继续开通由市中心至番禺区、南沙区及广州至佛山的城际线路。
市内渡轮码头：
- 中大码头、天字码头
- 西堤码头、鳌洲码头
- 白鹤洞码头、白蚬壳码头
- 广州塔码头、海心沙码头
- 黄沙码头、南浦（锦绣半岛）码头
- 芳村码头
- 金沙洲码头
- 如意坊码头
- 坦尾码头、石围塘码头
- 鱼珠码头、长洲码头
- 新洲码头、深井码头
- 纺织码头
- 堑口码头、省总码头
- 海幢码头、大元帅府码头、黄埔军校码头、永兴街码头

### 羊城通
羊城通是广州一种电子收费系统，卡片的大小和信用卡相同，内置芯片，使用时把卡片放在接收器上即能完成付款过程，可用于广州市的公共汽車、的士、地鐵、渡轮等公共交通工具付费。羊城通也可以在某些指定超市、快餐店及全线7-11便利店消费结帐。

### 摩托车禁令
从2004年5月1日开始，广州市分三阶段禁止摩托車在市区行驶。
- 第一阶段，2004年5月1日起，除上、下班高峰期外，在中心城区部分路段禁止摩托车行驶；
- 第二阶段，2006年1月1日起，全天24小时在东风路、解放路、人民路等中心城区主干道禁摩；
- 第三阶段，2007年1月1日起，全天24小时在中心城区范围内全面禁摩[14]；另外，电动单车需上牌后方可上路行驶。

### 道路
广州道路主要呈「井」字形规划，市区主干道分别有以下各条：
- 横向：环市路、昌岗路、东风路、中山大道、鹤洞路、广园路、天河路、新港路、黄埔大道、中山路
- 纵向：江南大道、东湖路、东晓路、康王路、工业大道、白云大道、广州大道、机场路、解放路、人民路、大观路
- 其它主要道路：龙溪大道、花地大道、芳村大道、南岸路、燕岭路、天源路、黄沙大道、临江大道、先烈路、禺东西路、六二三路、增槎路、大金钟路、沙太路、永福路、恒福路
- 广深公路

## 公共交通优惠

### 2008年以前
广州市的公共交通优惠措施可追溯至1937年发行的公交月票。至2000年代初期，广州市的公交月票由一汽公司和电车公司发行。45元的普通月票和25元的学生月票可乘坐1-42、44-46路公共汽车和101-104、106-107路电车；60元的黄埔月票除上述线路外，还可乘坐来往市区和黄埔区的43路及50路。月票虽为乘客带来平价的乘车选择，但月票车往往设施陈旧且十分拥挤，运营企业认为月票增加运营压力且不利于查验，而其他企业则认为月票车抢走了其客流，故一汽公司于2002年提请取消月票。2004年5月1日，存在了数十年的公交月票正式停止发售。
除月票外，羊城通于2001年12月投入使用时，为配合宣传这一新的电子支付系统，市内大部分公交、地铁、轮渡公司推出了持羊城通乘车（船）9.5折的优惠措施。但由于成本高昂，各公交和轮渡公司于2003年9月1日取消了这一优惠政策；地铁公司亦在2023年9月1日调整优惠方案后，取消了9.5折优惠。
而老年群体方面，广州在1993年起实行70岁以上老人在春节、敬老月期间免费过渡的政策，2001年推出《广州市老年人优待办法》后，开始实行60-65岁老人半价乘车、65岁以上老人免费乘车的优惠政策。

### 2008年：优惠月票
2008年9月，广州市推出了首个公交地铁票价优惠方案。该方案以月票的形式推出，包含下列票种：
- 普通月票卡（不记名）

1. 公交限次月票：88元/月，限乘公交车90次，但不限线路。
2. 公交定线月票：88元/月，任选2条公交线路，当月不限次搭乘。
3. 地铁月票：55元/月限乘20次、88元/月限乘35次和115元/月限乘50次。

- 学生票卡（记名卡）

1. 公交限次月票：50元/月，限乘公交车90次，但不限线路。
2. 公交定线月票：50元/月，任选2条公交线路，当月不限次搭乘。
3. 地铁学生票：每次乘坐地铁享受5折优惠。

- 老年人优惠票卡（记名卡）

取代原老年人优待证（含纸质卡、地铁半价及全免储值票），乘坐公交、地铁时，60-65岁老人享受半价优惠，65岁以上老人享受免费优惠。
- 重度残疾人优惠票卡（记名卡）

取代原重度残疾人优待凭证，乘坐公交、地铁享受免费优惠。
该方案于2008年11月开始实施。但由于计算方式复杂、公交地铁分开计算、不覆盖3元以上的公交线路，且需要更换新的月卡并每月专门为月票充值，而引来批评。最终，广州市交委在2009年9月开始对优惠方案重新评估，并有了此后“15次6折”的优惠方案。2009年方案实施后，2008年方案的公交月卡优惠于2009年12月31日结束，地铁月卡优惠则于2010年4月30日结束，相关月卡可继续作为普通羊城通使用。

### 2009年：15次6折
2009年12月，广州市发布了《广州市公交地铁新票价优惠方案》：
1. 一个自然月内，持同一张羊城通卡乘坐公共交通次数累计15次后，从第16次开始均可享受票价6折优惠，每个自然月最后一日过后清零，重新统计；
2. 学生使用学生卡直接享受5折优惠；
3. 老年人和重度残疾人优惠政策维持不变。

地铁和市区公交最先于2010年1月1日开始应用该优惠。在开始的过渡阶段，地铁和公交的优惠次数分开计算；2010年5月1日，该优惠方案正式实施，地铁和公交可合并计算优惠次数。此后数年内，市区渡轮、有轨电车，南沙区、番禺区、花都区、从化区和增城区的公交，以及佛山市的地铁和有轨电车均陆续执行该优惠方案。
相较2008年方案，该版方案的优惠门槛更低，且乘坐公交地铁可合并优惠计算，使得优惠操作简便的同时，扩大了能享受优惠范围的人群。同时，广州市政府亦新增票价优惠的财政补贴。不过这一方案存在漏洞，以每月工作25天、上下班搭乘7元的地铁为例，正常刷卡时每月的消费为252元，但若先刷满15次1元公交再乘地铁，则只需要225元，可节省约一成费用。因此有一部分民众会选择在月初时到仅收费1元的公交上刷满15次卡后，再去搭乘价格更高的线路；这些民众通常会拿着大量羊城通不断刷卡，引致司机和公交公司不满。当局称“空刷行为”本身不违法，但若影响乘车秩序仍会被警告。

### 2023年：累额优惠
2021年8月11日，广州市交通运输局印发了《广州市公共交通票价优惠管理办法》。该办法明确，普通乘客享受的常规公共交通票价优惠措施将由相关企业负责制定，同时提及乘车码等电子支付方式也可享受与普通票卡相同的票价优惠，且每轮公共交通票价优惠措施实施时间不低于3年。该办法还首次提出增加低收入居民的特别优惠措施。
2023年8月，广州地铁集团与广州公交集团发布了《广州市公共交通票价优惠调整方案》：
1. 普通乘客在一个自然月内，乘坐广州地铁公交累计实际支出票款满80元不满200元部分享受8折优惠；超出200元部分享受5折优惠；
2. 老人、学生等市政府明确的其他特殊人群优惠政策保持不变，继续执行。

同年9月1日，广州市发布了针对在册低收入居民（最低生活保障对象、最低生活保障边缘家庭成员、特困供养人员）的《广州市低收入居民公共交通票价优惠实施方案》：
- 低收入居民自愿申办羊城通实名卡（“善行卡”），持卡乘坐公共交通享受5折优惠。

两套方案于2023年9月1日同时实施。和2009年方案相比，优惠门槛虽大幅提高，但增加了将公共交通乘车码纳入优惠计算范围，以及对低收入居民享受半价优惠的措施。值得一提的是，佛山地铁集团亦在同日实施了新的票价优惠方案，实现佛山地铁（含南海有轨电车1号线）与广州公共交通优惠政策的一致。